# Fredrik Backman
Fredrik Backman (n. 2 iunie 1981, Suedia) este un autor, blogger și editorialist suedez. A scris Un bărbat pe nume Ove (2012), Things My Son Needs to Know about the World (2012), Bunica mi-a zis să-ți spun că-i pare rău (2013), Britt-Marie a fost aici (2014), Scandalul (2017), Noi contra voastră (2018) și Oameni anxioși (2020). Cărțile au fost pe locul unu ca bestselleruri în țara sa natală, Suedia. Cărțile lui Backman au fost traduse și publicate în peste douăzeci și cinci de limbi.

## Biografie
Backman a crescut în Helsingborg, Scania, Suedia. El a scris pentru ziarul suedez Helsingborgs Dagblad și pentru revista suedeză pentru bărbați, Moore Magazine. Backman a debutat ca romancier în 2012 cu Un bărbat pe nume Ove. Romanul a fost adaptat ca un film care a avut premiera la 25 decembrie 2015. Drepturile asupra cărții Scandalul au fost cumpărate de compania de producție suedeză Filmlance și urmează să fie adaptată pentru televiziune. Multe dintre cărțile sale au fost traduse în limba engleză sau română. După succesul primei sale cărți, Atria a cumpărat drepturile de autor asupra celorlalte romane ale sale și le-a pus tradus în engleză.

## Viață personală
Fredrik Backman s-a căsătorit cu Neda Shafti Backman în 2009 și au doi copii. A doua sa carte, Things My Son Needs to Know about the World (2012), s-a bazat pe propriile sale experiențe cu educația parentală. El l-a etichetat drept „ghid parental disfuncțional” și a încheiat o înțelegere conform căreia editorul său trebuia să publice cartea pentru a publica și Un bărbat pe nume Ove.